# 千住 (企業)
株式会社千住（かぶしきがいしゃせんじゅ）は、東京都千代田区に本社を置く、家電製造メーカー。主に家庭用の空調機器を取り扱っている。

## 沿革
1975年家電販売店として、東京都足立区千住にて創業。1977年に創業地にちなんだ株式会社千住として設立。
1980年、自社の家電ブランド「TEKNOS（テクノス）」を立ち上げる。1981年、再生専用のビデオデッキを自社開発商品の第1号として発売。
1989年、事業拡大のため、千代田区の自社ビルを完成させ、1990年に社屋を移転。2017年・2021年と計3度にわたり千代田区内で社屋の移転を行う。

## 取扱商品
家庭用の空調機器（扇風機、冷風扇、ヒーター、こたつ）、加湿器のほか、電磁調理器、ホットプレートなどの生活家電も取り扱っている。

## スポンサー
東京ヤクルトスワローズとスポンサー契約を結び、2022年から、明治神宮野球場のバックスクリーンに広告を協賛している。